# Beryl
Beryl — композитный менеджер окон для X Window System. Это форк проекта Compiz. После слияния с Compiz больше не разрабатывается.

## История
Beryl — новая ветка проекта Compiz, главным разработчиком которой является Quinnstorm. Этот композитный менеджер был анонсирован 19 сентября 2006 года, после того, как команда разработчиков решила, что этот форк ушёл достаточно далеко от оригинального проекта, разработку которого координировала Novell (compiz-vanilla). После того, как команда разработчиков Novell XGL/Compiz (в основном David Reveman) заявила о том, что следует отделить наработки Quinnstorm от compiz-vanilla, было принято решение о создании форка. Упор разработчики Beryl делают на внедрение наибольшего количества новых возможностей и частое обновление проекта. 20 октября 2006 года была выпущена версия 0.1.1.
19 марта 2007 года вышла последняя версия проекта Beryl-Emerald 0.2.1, которая благодаря своей довольно высокой надежности и простоте настройки до сих пор используется во многих дистрибутивах Linux.
В марте-апреле 2007 года разработчики Beryl и Compiz объявили о слиянии в единый проект. Разработчики Compiz взяли на себя ответственность за ядро (т. н. Compiz-core), а команда разработчиков Beryl занимается плагинами (т. н. Compiz-extra).

## Отличия
Основные отличия Beryl от Compiz:
- Оконный декоратор, ранее известный как cgwd, теперь называется emerald. На данный момент любая тема для cgwd может быть портирована в emerald простой сменой расширения с .cgwd на .emerald. После слияния проектов, оконным менеджером остался emerald.
- Большое количество плагинов и хорошие возможности для расширения. Слияние проектов оставило эти возможности.
- Большая частота обновлений: новые возможности добавляются каждый день.
- Разрабатывается сообществом форумов проекта Beryl.[5]

## Оконные декораторы
В этом компоненте Beryl схож с Compiz и отличается от классических менеджеров окон. Отрисовкой заголовков окон занимается отдельный процесс, называемый оконным декоратором. На данный момент существует три приложения данного типа, все они имеют названия, похожие на «берилл», но лишь Emerald на данный момент перешёл в стабильную стадию.
- Emerald, стандартный оконный декоратор, форк cgwd, поддерживает собственный формат тем и некоторые эффекты, такие как прозрачность.
- Heliodor, форк gtk-window-decorator из Compiz, поддерживает темы Metacity.
- Aquamarine поддерживает темы KWin.

## Экраны
- Эффект Масштабирование позволяет быстро переключиться на нужное окно
- Переключатель окон — замена традиционному Alt+Tab ↹
- Эффект Wobbly — окна меняют форму практически без затрат ресурсов ЦПУ
- Эффект прозрачности
- Эффект Куба — быстрое переключение на один из четырёх рабочих столов